# Gouregina
La gouregina es un alcaloide α-gem-dimetiltetradeshidrocularínico aislado de Guatteria ouregou (Annonaceae)